# 字面常量 (C语言)
字面常量（literal constant），是C程序设计语言与C++语言的词法上的概念（lexical conventions），是指源程序中表示固定值的符号（token）。
下述内容遵从C11与C++11语言标准。

## 整型字面常量
包括下述的数值进制：
- 10进制： 如1234;
- 8进制：如0373;
- 16进制：如0x2a7;
- 2进制（从C++14开始）：如0b101; 或者0B0101;

整型字面量转化为整数类型表示，依照下述顺序：
- int
- unsigned int
- long int
- unsigned long int
- long long int
- unsigned long long int

其中，10进制表示的字面量仅考虑有符号的整数类型；而8进制或16进制的字面量先考虑能否用有符号的整数类型表示，如不能再考虑能否用同样长度的无符号整数类型表示。例如，字面量0x87654321，这是一个正值，用4字节长的int无法表示，编译器就会自动选用unsigned int来表示该字面量。 
整型字面量可以使用后缀u U ul UL ull ULL明确表示各种无符号整型；使用后缀l L ll LL表示该字面量至少为long或为long long型。 
C++14引入了千分位分隔符。例如：
```
    auto integer_literal = 1'000'000;
```

C++14还引入了二进制字面量，例如：
```
    auto perm = 0b100110111;
```

## 浮点型字面常量
包括下述的数值进制：
- 10进制：如 2.3  2e-3  2.e-5  2.12e15等。如果不是科学计数法形式，就必须有小数点，小数点前或后的数字可省略；
- 16进制（C语言特有，C99引入）：如 0x1p10（值为102410） 0x1.0004p10（值为1024.062510）等。

没有后缀的浮点型字面量具有double类型。使用后缀 f F l L表示float或long double类型。
C++14引入了千分位分隔符。例如：
```
    auto dd = 1'234.567'8;
```

## 字符型字面常量
字符型字面量（character literal）是用单引号括起来的一个或多个字符，可选前缀字符有u、U、L。
没有前缀字符的称为普通字符字面量(ordinary character literal)或窄字符字面常量（narrow-character literal）
只包含执行字符集（execution character set）中一个可表示字符的普通字符字面量，如：'a'，则其类型为char，其值等于该字符在执行字符集中的编码值。实际上，编译器在token分析阶段，通常就会把字符与字符串在源文件中的编码串转换为指定或者执行字符集的编码串。
包含多个字符的普通字符字面常量，被称为多字符字面量（multicharacter literal）。多字符字面量，以及包含执行字符集（execution character set）中一个不可表示字符的普通字符字面量，被有条件支持，具有类型int，其值为实现定义。各常见C/C++编译器一般都支持如下例子：
```
    
// Multicharacter literals

    
int
 
m0
 
=
 
'
abcd
'
;
 
// int, value 0x61626364

```

需要注意的是，在C语言中字符常量'a'具有int类型，sizeof('a')等于sizeof(int)；在C++语言中字符字面量'a'具有char类型，sizeof('a')为1。
使用前缀L u U分别表示wchar_t  char16_t char32_t等字符类型的字面量。例如u'y'。一个wchar_t类型的字面量的值，就是该字符在执行宽字符集（execution wide-character set）中的编码值；单如果该字符在执行宽字符集中不可表示，则其值是实现定义的。一个char16_t类型的字面量的值，就是该字符在Unicode编码中的16比特的码位；显然该字符必须属于Unicode中的基本多文種平面才能用16比特来编码，否则程序是病态的。一个char32_t类型的字面量的值，就是该字符在Unicode编码中的32比特的码位。这些字符类型在x86平台均为小端序表示。char16_t字面量或char32_t字面量，如果包含多个字符，是病态的。wchar_t 字面量，如果包含多个字符，其值是实现定义的。
由于字符型字面量可能不属于C/C++的token的字符范围，这就需要用反斜线\开始的转义序列来表示一个字符值：
- 简单转义序列：\' \" \? \\ \a \b \f \n \r \t \v 共计11个字符；
- 八进制转义序列：如 \1 \12 \123等等，直至不是八进制数字为止，最多使用3位八进制数字；
- 十六进制转义序列：如 \x1abf4 ，可以使用任意多的十六进制数字，直至不是十六进制数字为止；
- 通用字符名（universe-character name）：\u后面必须跟4个十六进制数字（不足四位前面用零补齐），表示Unicode中在0至0xFFFF之内的码位（但不能表示0xD800到0xDFFF之内的码点，Unicode标准规定这个范围内的码位保留，不表示字符）；
- 32位的通用字符名：\U后面必须跟8个十六进制数字（不足八位前面用零补齐），表示Unicode中所有可能的码位（除0xD800到0xDFFF之外）。

上述两种Unicode转义序列的字符表示法，由编译器自动转换为相应的字符内部编码格式。如为wchar_t字符。
如果字符字面量的值超过了char、char16_t、char32_t、wchar_t实现定义的范围，那么其值是实现定义的。例如，源文件是Latin-1编码，执行字符集为utf-8，则char c='ö';中的字符值将被编译器从Latin-1编码的单字节的0xD6自动转为utf-8编码的双字节的0xC3B6，在目标文件与可执行文件中字符c的值是'ö'的utf-8编码值的最后一个字节值即0xB6。
为支持老的代码，C语言规定了三字符组替换，在扫描处理C语言源文件时，替换下述的3字符出现为1个字符：
| 三字符组 | 替换为 |
| -------- | ------ |
| ??=      | #      |
| ??/      | \      |
| ??'      | ^      |
| ??(      | [      |
| ??)      | ]      |
| ??!      | \|     |
| ??<      | {      |
| ??>      | }      |
| ??-      | ~      |

如果希望在源程序中有两个连续的问号，且不希望被预处理器替换，这种情况出现在字符字面常量、字符串字面常量或者是程序注释中，可选办法是用字符串的自动连接："...?""?..."或者转义序列："...?\?..."。
从Microsoft Visual C++ 2010版开始，该编译器默认不再自动替换三字符组。如果需要使用三字符组替换（如为了兼容古老的软件代码），需要设置编译器命令行选项/Zc:trigraphs
gcc默认不识别三字符组，并会给出编译警告。在指定了C/C++标准时，gcc才会识别三字符组，但仍会给出编译警告。

## 字符串字面常量
C语言经典的ASCII-0字符串，例如"Hello world!"。
由R"<someChars>opt( 与 )<someChars>opt"括起来的字符串字面量叫做raw string literal，这可以避免大量使用反斜线转义字符造成的令人眼花缭乱的倾斜牙签综合征，特别适用于定义正则表达式的模式字符串时。例如：
```
 std::string filePath = R"(C:\Foo\Bar.txt)";
 std::regex re{ R"abc(s/"\([^"]*\)"/'\1'/g)abc" }; //如果字符串包含了
)"
这两个字符的组合，可选别的分界符，如
abc
。但这个分界符序列的长度最多16。
```

字符串字面量的值默认为工作字符集的编码。使用编码前缀（encoding-prefix）： u8 u U L 指出字符串字面量的值为UTF-8、char16_t、char32_t、wchar_t的编码序列。例如，
```
 char ss[]=u8"Hi世界";// ss数组内保存的是'H'、'i'、'世'、'界'这四个字符的
UTF-8
的编码值
```

相邻的两个字符串将被编译器自动连接为一个字符串。如：
```
 char ss[]="Hello" " world.";
```

## 枚举常量
枚举类型实质上是取有限个值的整型。根据C与C++98标准，枚举常量属于定义了枚举类型的那个作用域，而不属于这个枚举类型的内部作用域。C++发明人Bjarne Stroustrup称之为枚举常量的作用域不受限（unscoped）现象，这会造成命名冲突，与枚举常量是“有类型的常量”的初衷不符，与面向对象程序设计的原则严重相悖。例如：
```
enum FileAccess {
    Read = 0x1,
    Write = 0x2,
};
FileAccess access = ::Read; // 正确
FileAccess access = FileAccess::Read; // 错误
enum FileShare {
   Read = 0x1, // 重定义错误
   Write = 0x2, // 重定义错误
};
```

C++11为解决上述问题，引入了“枚举类”（enum class）。在定义枚举类型时，enum关键字后面加上class关键字（或struct关键字）；引用枚举常量时，必须加上枚举类型名使其为作用域限定 （scoped）。这避免了枚举常量的命名冲突；同时也避免了不同枚举类型的值的隐式类型转换，从而保证了枚举类型是强类型（strongly typed）的。例如：
```
enum class Color { RED, BLACK }; 
Color c = Color::RED;
```

C++11还允许指定枚举类型的存储类型，这使得枚举类型的前向声明（forward declaration）成为可能。例如：
```
enum class Color : char ; // forward declaration
void foo (Color *p);// ...
// ...
enum class Color : char { RED, BLUE }; // definition
```

## 布尔型字面常量
有两个bool类型的字面常量：true  false

## 指针型字面常量
C++11定义了一个字面常量nullptr，其类型是std::nullptr_t。但std::nullptr_t既不是指针类型也不是到成员的指针类型。

## 用户定义的字面量
C++11新增加了用户定义的字面常量（user defined literal）。由用户给出字面常量的后缀，并给出字面量运算符函数（或模板）的定义。编译器可在运行期或编译期把带有这样后缀的整型、浮点型、字符型、字符串型的字面量通过调用用户的字面量运算符函数（或模板），生成指定数据类型的对象。例如，
```
#include
<iostream>

struct
 
S
{

    
int
 
value
;

};

S
 
operator
 
""
_mysuffix
(
unsigned
 
long
 
long
 
v
)
  
//用户定义字面量运算符的实现

{

     
S
 
s_
;

     
s_
.
value
=
(
int
)
v
;

     
return
 
s_
;

}

int
 
main
()

{

   
S
 
sv
;

   
sv
=
101
_mysuffix
;
  
//这里的101是类型S的字面量

   
std
::
cout
<<
sv
.
value
<<
std
::
endl
;

   
return
 
0
;

}

```